# 飯島勲
飯島 勲（いいじま いさお、1945年〈昭和20年〉10月13日 - ）は、日本の議員秘書、国家公務員。内閣官房参与。
内閣総理大臣秘書官（政務担当）、厚生大臣秘書官、郵政大臣秘書官、衆議院議員公設秘書、自由民主党秘書会副会長などを歴任した。
2013年（平成25年）には、阿部守一長野県知事より長野県県政参与を委嘱された。
駒沢女子大学人文学部客員教授（2007年〜2011年）、学校法人松本歯科大学常務理事、松本歯科大学歯学部特任教授。
小泉純一郎の初当選時から議員秘書、小泉の内閣総理大臣在任中は内閣総理大臣秘書官を務めた。表彰歴には永年秘書衆議院議長表彰、永年公務員内閣総理大臣表彰などがある。

## 経歴

### 生い立ち
長野県上伊那郡辰野町に生まれた。飯島家は江戸時代、伊那市郊外の東春近で庄屋を務めた名門の家柄だった。
父は石川島汎用機械（現・IHI回転機械エンジニアリング。IHK）の工場のトラック運転手を長くつとめた。木造二階建ての生家は物置小屋に手を加えた程度で、ごく粗末なつくりである。飯島は4人兄弟の三男だが、飯島以外の3人は知的障害者であった。飯島の従兄で飯島本家の当主によれば「子どもの頃は貧しくて、電報の配達をしたり、納豆を売ったりしていた。彼は家庭的には本当に恵まれなかったんです。」という。

### 学生時代
辰野町立辰野中学校から長野県箕輪工業高等学校（現・長野県箕輪進修高等学校）定時制に進学。立辰野中学校時代の同級生に三浦久がいる。定時制高校在学中、昼間は父親と同じ職場のIHKの旋盤工として働いた。
上京し、東京電機大学高等学校定時制から東京電機大学短期大学電気科第二部に入学。短期大学卒業後は都内の法律特許事務所で職員となる。

### 小泉の秘書となる
1972年、知り合いの紹介で小泉純一郎の秘書となる。その採用面接の際、苦しかった生活のことや家族のことを小泉に話したが、政治家の家庭に生まれた小泉には理解されないと思っていたという。しかし、小泉は黙々と話を聞き、最後に一言「よし」と言い採用が決定。その瞬間、飯島は「この人のために生涯頑張りぬこう」と決意したという。

### 総理大臣秘書官
その後、竹下改造内閣及び宇野内閣において厚生大臣秘書官、宮沢改造内閣において郵政大臣秘書官、第2次橋本内閣・第2次橋本内閣改造内閣において厚生大臣秘書官を務め、小泉内閣の誕生にともない内閣総理大臣秘書官（政務担当）に就任。メディア戦略や情報操作に長けており、日本のメディアからは「官邸のラスプーチン」、アメリカのメディアからは「日本のカール・ローヴ」と評され、歴代の総理秘書官と比較してメディア露出が多い。
総理大臣秘書官として首相官邸に各省庁連絡室を置き、事務担当の首相秘書官の出身省庁である財務省・外務省・警察庁・経済産業省以外の省庁からもキャリア官僚を1人ずつ参事官として常駐させた上で、事務担当の首相秘書官と参事官を束ねた。また全省庁による指定ポスト化となるのを避けるために特定省庁出身のキャリア官僚の常駐はしないようにし政治事情に応じてキャリア官僚の出身省庁枠を変えることを示唆したため、中央省庁間の緊張関係を維持させたことで、個々の省庁の情報が官邸に入りやすくするようにして首相官邸の政治的影響力を増大させることに成功する（小泉政権前半は農林水産省キャリア官僚が除外されており、小泉政権後半は農林水産省キャリア官僚を入れる代わりに文部科学キャリア官僚が除外された）。各省庁連絡室などの首相官邸の事務組織は俗に飯島機関と呼ばれた。

### 小泉との決別
小泉が首相を退任した後は、以前のように小泉の議員秘書を務めていた。2007年の自民党総裁選では、小泉チルドレンなどによる「小泉前総裁の再登板を実現する有志の会」のメンバーと接触し、小泉再登板への準備を進めていたが、小泉は再登板を否定して飯島とは不仲とされる福田康夫を支持。飯島は同年9月13日付で小泉事務所に辞表を提出した。小泉事務所は飯島の辞表を直ちに受けずに保留にしている。
飯島と福田の対立の発端は、小泉が首相に就任した2001年の終戦の日に靖国神社参拝を目指した際、参拝を是とする飯島と安倍晋三が首相官邸に不在の間隙を突く形で福田が小泉を説得。参拝を前倒しさせたことだとされる。この内幕を取材したジャーナリストの須田慎一郎によると、小泉は福田の、「唐家璇が終戦の日を外せば中国政府は問題視しない」とする説得を受け入れたものの、中国は最大限の糾弾を小泉に対し行い、小泉は福田に対する強い不信感をこのときに抱いたことを明らかにしている。他方、飯島と安倍はこのことをきっかけに関係を強めていったとされ、安倍が短期間で自民党幹事長、官房長官、首相に上り詰めた裏には、飯島との良好な関係が存在したこともその一因に挙げられる。
第二次訪朝の際には、裏の交渉ルートである朝鮮総連・許宗萬（許は北朝鮮の最高人民会議代議員というもう一つの肩書きも有する）とのパイプを重視する飯島と、正規の外交ルートである田中均を中心とした日朝両外務省を重視する福田との間で対立が再燃。小泉が飯島の主張を重視したことにより、福田は官房長官を辞任した。一方で、この訪朝劇は自民党幹事長だった安倍との間でも軋轢を生む結果になり、小泉と安倍の関係が一時険悪化する（同年末頃には修復）。訪朝後、小泉は甘利明副幹事長代読の形で朝鮮総連に祝電を送っている。なお、飯島が内閣官房参与になった2013年に増元照明は飯島の第二次訪朝での態度について、「なぜ、被害者をまだ幽閉し返さない国家の、まだ国家ではなく集団ですね、頭目となぜ笑いながら握手できるのか」と批判し、「官邸の体制を締めるという意味ではあの方は適任なのかもしれませんが、朝鮮半島問題には関与していただきたくないというのが正直な気持です」と述べた。

### 第2次安倍内閣
2012年12月、第2次安倍内閣において内閣官房参与に就任した。特命担当として主に危機管理や広報、メディア戦略に関する助言をする考えであると見られる。
着任早々、民主党時代を通して首相官邸の情報セキュリティーが大幅に低下していると主張した。なおこれは個人的な調査の結果としているが、具体的な調査方法は明らかにしていない。
2020年9月16日、安倍晋三首相辞任に伴い、内閣官房参与を退職した。

#### 北朝鮮による日本人拉致問題
2013年4月、テレビ朝日のインタビューで「安倍総理大臣の北朝鮮電撃訪問もあり得る。拉致問題の進展も期待してもらって良い」と発言した。
同年5月14日、安倍政権の要人として初めて北朝鮮の平壌を訪問。菅義偉官房長官は官邸が主導したことを認めた。飯島は15日に金永日朝鮮労働党書記、16日に平壌で北朝鮮のナンバー2の金永南最高人民会議常任委員長と会談。北朝鮮メディアは表敬訪問と報じたが会談内容は明らかにされず、10年後の2023年9月に飯島が週刊文春に会談記録を公開している。
産経新聞はこれについて「飯島勲内閣官房参与の訪朝は、北朝鮮が数ヶ月前から誘ったもので、平壌で行われた会談などは全面的な北朝鮮ペースだったことがわかった。（中略）飯島氏は北朝鮮の「言い分」をたっぷり吹き込まれたようだ。政府は飯島氏から報告を聞いたが、この訪朝を受けての日朝交渉の具体的な動きはない。飯島氏は北朝鮮の「日朝接近」演出に利用されただけとの指摘も出ている」「北朝鮮としては、これまでの経緯を含めた北朝鮮側の言い分を吹き込むには、最適な人物だと考えたのだろう」としている。
一方で、国際社会が北朝鮮の非核化を迫っているさなかの訪問は抜け駆けととられる可能性が指摘され、韓国政府が「日米韓協調の役に立たない」との見解を日本に伝達した他、アメリカのデービース北朝鮮担当特別代表も「（飯島の訪朝は）私にはニュースだった」と不快感を示した。また日本国内からも「この時期に行ってどんなプラスがあるのか」（外務省関係者）、「米韓から不信感が出るだけだ」（防衛省幹部）との声があがった。
北朝鮮側には、日本人拉致問題の解決に前向きな姿勢を示し日本から制裁解除を引き出すことで、日米韓を離間させ国際社会による制裁包囲網を突き崩したいとの思惑や、朝鮮総連中央本部の競売問題で日本の譲歩を引き出す狙いがあるとみられている。
22日、飯島は「再訪朝は100%ない」とした上で、「ある程度やることはできた。そのうち分かる」と述べ、日本人拉致問題などの進展に含みを残した。

#### 極秘訪中
7月28日の講演で、7月13日から16日まで中国の北京を極秘訪問していたことを明らかにした。習近平国家主席に近い要人と会談した一方で、北朝鮮関係者との接触はなかったとしている。この訪中は日中首脳会談の地ならしが目的とみられるが、飯島は「個人の調査研究の一環の行動。プライベートだ」と述べている。なお中国外務省の洪磊・副報道局長は飯島が訪中ビザを申請したことは認めたものの、中国政府当局者との接触は否定した。

### 菅義偉内閣
2020年9月25日、第4次安倍内閣後任の菅義偉内閣により内閣官房参与に再任された。担当は特命事項。在任期間は通算9年となる。

### 岸田内閣
2021年11月発足の第2次岸田内閣でも、引き続き同じ担務で内閣官房参与となった。10年目。
2023年9月発足の第2次岸田第2次改造内閣においても内閣官房参与。

### 石破内閣
2024年10月発足の石破内閣においても内閣官房参与に再任された。

## 人脈

### フランスとの関係
日仏親善に貢献するとともに、日本ソムリエ協会を設立するなど、日本におけるワインをはじめとするフランス料理の普及に尽力した。これらの功績が認められ、2016年11月4日、フランス政府よりレジオン・ドヌール勲章オフィシエ及び農事功労章シュバリエが叙勲された。自ら授与したマニュエル・バルス首相は「一度に複数の賞が授与されるのは珍しい」と述べた。

### 鈴木宗男との関係
叩き上げ・議員秘書という共通点から、小泉政権下で失脚・逮捕・起訴されることになる鈴木宗男とは親しい間柄で、鈴木は飯島を通じて小泉とも実は近しい関係にあった。鈴木はアメリカ同時多発テロ事件後のアフガニスタン侵攻の際、小泉の特使としてタジキスタンを訪問（その際には後に鈴木に連座する佐藤優が通訳として同行）、エモマリ・ラフモノフ大統領から、米英軍に対する「領空通過」、「国内の基地使用」の成果を引き出している。小泉政権下の日米関係は、戦後最良と言われるほど親密であったが、それに対する鈴木の貢献は決して少なくない。
だが、その後鈴木を取り巻く状況は一変する。鈴木の圧力によるとされる、NGO出席拒否事件の発覚で政局は大混乱を来す。その際に飯島は田中真紀子外相、野上義二外務事務次官両名の更迭と鈴木の衆議院・議院運営委員会委員長辞任で事態の収拾を図ろうとする。その際鈴木は二つ返事で飯島の申し出を快諾している。後に鈴木は、週刊新潮に寄せた手記の中で飯島から申し出があったことを明らかにしている。
鈴木は政界復帰を果たした郵政選挙後の特別国会で、郵政民営化法案には反対票を投じる傍ら、首班指名選挙においては小泉に票を投じている。一方飯島は田原総一朗との対談で田中更迭について次のように語っている。「あの人の官僚をひたすら罵倒する姿勢は、いたずらに士気を低下させるだけ」と田中の政治手法を激しく批判。飯島は安倍内閣が2007年3月27日に閣議決定を行った「公務員制度改革」についても真っ先に慎重論を唱えている。

### 松岡利勝との関係
第1次安倍内閣発足時、松岡利勝の農水相起用を実現させたのは飯島であるとされる。松岡は自殺した際、国民や安倍首相、後援会などにあてた複数の遺書を残しているが、その中には飯島宛のものも存在した。官邸の内幕を取材したジャーナリストの上杉隆によれば飯島は安倍に対し「松岡先生をどうか宜しくお願いします。“身体検査”は全てクリアーしています」と語ったとされる。

## 発言

### 安倍首相の靖国神社参拝
2013年7月28日の講演で、安倍首相の靖国神社参拝について「靖国には堂々と行ってもらいたい。秋の例大祭には何としてでも安倍晋三という政治家として参拝してもらいたい」と述べた。

### 日中首脳会談
2013年7月28日の講演で、日中首脳会談について「私個人の考えでは、そう遠くない時期にできる」と述べ、早ければ11月にも実現するとの見方を示した。また10月7日の講演では「（靖国神社の）秋の例大祭に仮に行っても、そう遠くない年内に間違いなくそうなると信じて行動している」と述べた。

### 創価学会・公明党
2014年6月10日のワシントンでの講演で、公明党と支持母体である創価学会について「公明党と創価学会の関係は長い間、『政教一致』と騒がれてきた。内閣法制局の発言の積み重ねで『政教分離』になっている」と述べ、政府見解である『政教分離』を見直した場合、「弊害が出てきて（公明党が）おたおたする可能性も見える」
と公明党を牽制した。

### 長野県
2015年1月24日の駒ヶ根市での講演で、2015年（平成27年）4月の県議会議員選挙に関連し、長野県政について「（団塊世代が後期高齢者となる）2025年問題に阿部県民党として連携していかなければならない」と述べ、自身の出生地である辰野町を含む上伊那郡選挙区（定数2）において、党派をこえた「県民党」を掲げた元辰野町長の候補を支持した。
長野県議会議員選挙の結果、同候補は第3位で落選した。

### 禁煙ファシズム論
2018年6月、東京都で罰則付き受動喫煙防止条例が議論されている際に寄稿したプレジデントでの連載において、「東京都では極めてばかばかしい内容の受動喫煙防止条例案が都議会にかけられる」として同条例について酷評している。また、昨今の受動喫煙対策についても「禁煙ファシズム」と称して批判しており、「巨悪のお酒についてはダンマリを決め込んで、たばこの悪い部分ばかりを強調する。これが禁煙ファシストの卑怯な手口だ」「ごはんや牛肉も糖尿病やがんのリスクを増大させるのであれば、たばこだけに規制や高い税率を押し付けるのは明らかに不公平であろう」などと持論を展開している。

## その他
- 首相秘書官在任中は、メディア対策の一環として、テレビのニュースキャスターと懇談会を開くなどしたが、その際になぜかオムライスが出てくることが一部メディアで報じられ話題になったことがある。
- ヘビースモーカーで、長年ゴールデンバットを愛飲してきたが、2016年にフィルター付きに変更されたことに反発し、ショートピースに鞍替えすると述べている[36]。なお、常務理事や客員教授を務めたことのある松本歯科大学は、2016年1月1日から大学構内を終日全面禁煙としている[37]。
- 身長167cm、体重100kg近い巨漢である。
- ウガンダ共和国政府顧問。コソボ共和国名誉総領事[38]。2012年6月1日、シエラレオネ駐東京名誉総領事に就任した[39]。
- 孫娘はももいろクローバーZのファンであり、飯島自身が『ももクロ試練の七番勝負 episode.3』に出演した際も、「孫のため」という理由でオファーを承諾したと述べている[40]。これがきっかけでメンバーの百田夏菜子とは家族ぐるみでの親交を持つようになったという[41]。

## 家族・親族

### 飯島家
（長野県上伊那郡辰野町、伊那市東春近、東京都）
ノンフィクション作家の佐野真一によれば「飯島の生家のすぐ前に石川島播磨重工業の子会社の石川島汎用機械（以下、IHKと略）の工場がある。八年前に他界した飯島の父親の出里は、伊那市郊外の東春近（ひがしはるちか）で庄屋をつとめる名門の家柄だった。後で飯島から送られてきた家系図をみると、飯島の曽祖父はその地域一帯を支配した高遠藩主の内藤家に仕える代々の名主年寄と書かれていた。（中略）飯島本家の表門と裏門を配した立派な屋敷構えは、庄屋時代の名残を今もかすかにとどめている。」という。飯島本家の屋号は「大杉」である。
- 父（トラック運転手[4]）

父は家業の農業を嫌って一時東京に出た。辰野に戻ってからは、船舶などのタービン類を製造するIHIの工場のトラック運転手を長くつとめた。
- 母

母は辰野の警察官の家に生まれ、女学校を出て飯島家に嫁いだ。母は飯島の中学時代に脳溢血で倒れ、寝たきりの生活を30年近く送った。
- 姉[5]
- 妹[5]
- 弟[5]
- 妻[43]
- 息子（二人）[43]
- 孫娘[40]

## 栄典
- レジオンドヌール勲章オフィシエ（2016年）[28]
- 農事功労章（フランス語版）シュヴァリエ（2016年）[28]
- 旭日重光章（2020年）[44][45]

## 著書

### 単著
- 『永田町の掟　「欲望渦巻く町」の超ぶっとび事情』（光文社） - 豪徳寺三生名義、ISBN 433401299X。
- 『代議士秘書　笑っちゃうけどホントの話』（講談社文庫） ISBN 4062730952。
- 『小泉官邸秘録』（日本経済新聞社）ISBN 4532352444。/『小泉官邸秘録 : 総理とは何か』（文春文庫）ISBN 9784167906627。
- 『実録小泉外交』（日本経済新聞社）ISBN  4532352711。
- 『小泉元総理秘書官が明かす 人生「裏ワザ」手帖』（プレジデント社）ISBN 4833419424。
- 『秘密ノート = The Spy Notes : 交渉、スキャンダル消し、橋下対策』（プレジデント社）ISBN 9784833450553。
- 『リーダーの掟 = rules for leaders : プーチン絶賛の仕事術』（プレジデント社）ISBN 9784833420013。
- 『政治の急所』（文春新書）ISBN 9784166609284。
- 『ひみつの教養 誰も教えてくれない仕事の基本』（プレジデント社）ISBN 9784833450683。
- 『孫子の兵法 : ヒト・モノ・カネを自在に操る』（プレジデント社）ISBN 9784833450942。
- 『権力の秘密』（小学館文庫）ISBN 9784094700022。
- 『ドン ―最強の敵か、最良の友か』（プレジデント社）ISBN 9784833451192。

### 共著
- 『官僚』（青志社） - 大下英治、ISBN 9784905042372。

## 出演番組

### ラジオ
- DJ MIKIO 飯島勲 今夜も一緒に語りましょう!（ニッポン放送）※パーソナリティ - 2021年1月3日 - 6月21日